# 源義綱
源義綱（1042年—1134年），又稱賀茂次郎，日本平安時代後期河内源氏武将，源賴義之子。
當他的兒子源義明因反朝廷被源為義鎮壓，他起兵反抗，失敗彼被流配佐渡島，他的其他兒子大多自殺。